# Ixil
Ixil är en kommunhuvudort i Mexiko.   Den ligger i kommunen Ixil och delstaten Yucatán, i den östra delen av landet, 1 000 km öster om huvudstaden Mexico City. Ixil ligger 7 meter över havet och antalet invånare är 3 728.
Terrängen runt Ixil är mycket platt. Runt Ixil är det ganska tätbefolkat, med 67 invånare per kvadratkilometer. Närmaste större samhälle är Tixkokob, 18,9 km sydost om Ixil. Omgivningarna runt Ixil är en mosaik av jordbruksmark och naturlig växtlighet.